# 1921 у кіно

## Фільми
- «Чотири вершники Апокаліпсису» — американський фільм Рекса Інгрема з Рудольфом Валентіно в головній ролі. Фільм обійшовся в шістсот сорок тисяч доларів, а приніс чотири з половиною мільйони — рекордна цифра в німому кіно.[1]
- «Дороги відчаю», США (реж. Джон Форд)
- «Попелюшка пагорбів», США (реж. Говард М. Мітчелл)
- «Маленький лорд Фаунтлерой», США (реж. Говард Альфред Грін і Джек Пікфорд)
- «Малюк», США (реж. Чарлі Чаплін)
- «З чорного ходу», США (реж. Говард Альфред Грін і Джек Пікфорд)
- «Три мушкетери», США (реж. Фред Нібло)
- «Втомлена Смерть», Німеччина (реж. Фріц Ланг)
- «Ельдорадо», Франція (реж. Марсель Л'Ерб'є)
- «Убивство Генерала Грязнова»

## Персоналії

### Народилися
- 2 січня — Ханаєва Євгенія Никандрівна, радянська російська акторка театру у кіно (пом. 1987).
- 27 січня — Донна Рід, американська акторка.
- 31 січня — Стржельчик Владислав Гнатович, радянський, російський актор театру і кіно.
- 19 лютого — Енн Севедж, американська акторка.
- 22 лютого — Джульєтта Мазіна, італійська акторка.
- 24 лютого — Ейб Віґода, американський актор кіно, театру та телебачення.
- 25 лютого — Качанов Роман Абелевич, радянський режисер-мультиплікатор (пом. 1993).
- 4 березня — Казимирас Віткус, литовський актор театру і кіно.
- 8 березня — Сід Чарісс, американська балерина, акторка театру та кіно.
- 9 березня — Дімітріс Хорн, грецький театральний та кіноактор.
- 25 березня — Симона Синьйоре, французька акторка кіно та театру.
- 16 квітня — Пітер Устінов, британський актор театру та кіно, кінорежисер, постановник опер і драматичних вистав, драматург, сценарист, письменник, газетний та журнальний колумніст, теле- та радіоведучий, продюсер.
- 18 квітня — Ленціус Олег Євгенович, радянський і український кінорежисер.
- 22 квітня — Шульгін Віктор Сергійович, радянський актор театру і кіно.
- 25 квітня — Бітюков Борис Валентинович, радянський актор театру і кіно.
- 27 квітня — Робер Дері, французький актор, режисер і сценарист.
- 1 травня — Архипова Ніна Миколаївна, радянська і російська акторка театру і кіно.
- 2 травня — Сатьяджит Рай, бенгальський індійський кінорежисер.
- 10 травня — Венчислав Глинський, польський актор театру, кіно, радіо і кабаре.
- 15 травня:
  - Волдемарс Акуратерс, латвійський актор.
  - Чахава Медея Василівна, радянська і грузинська акторка театру і кіно.
- 18 травня — Дичко Євдокія, українська акторка.
- 21 травня — Труханов Володимир Микитович, радянський, російський актор театру і кіно.
- 23 травня:
  - Чухрай Григорій Наумович, російськомовний український радянський кінорежисер, сценарист.
  - Натансон Георгій Григорович, радянський російський кінорежисери та сценарист (пом. 2017).
- 25 травня — Зів Михайло Павлович, радянський російський композитор.
- 1 червня — Осташевський Генріх Романович, український актор (пом. 2004).
- 8 червня  — Тимонішин Антон Григорович, український і російський радянський кінорежисер, театральний актор.
- 13 липня — Ернест Голд, американський кінокомпозитор.
- 23 липня — Катін-Ярцев Юрій Васильович, російський радянський актор театру і кіно, театральний педагог (пом. 1994).
- 29 липня — Річард Еган, американський актор.
- 31 липня:
  - Малиновська Любов Іванівна, радянська, російська акторка.
  - Соколова Любов Сергіївна, радянська, російська акторка театру і кіно.
- 5 серпня:
  - Черняєв Євген Олександрович, радянський і російський художник кіно (пом. 1992).
  - Ів Венсан, французький театральний та актор кіно і телебачення.
- 8 серпня — Естер Вільямс, американська плавчиня, акторка та сценаристка.
- 16 серпня — Чеботарьов Володимир Олександрович, радянський кінорежисер і сценарист.
- 18 серпня — Короткевич Галина Петрівна, радянська і російська акторка театру і кіно.
- 23 серпня — Костюковський Яків Аронович, радянський драматург, сценарист художніх та мультиплікаційних фільмів.
- 21 вересня — Юровський Олександр Якович, російський сценарист.
- 30 вересня — Дебора Керр, британська акторка.
- 5 жовтня — Дупак Микола Лук'янович, український і російський радянський актор театру і кіно.
- 12 жовтня — Пашкова Лариса Олексіївна, радянська акторка.
- 13 жовтня — Ів Монтан, французький актор та шансоньє.
- 20 жовтня — Макарова Людмила Йосипівна, радянська і російська акторка театру і кіно.
- 7 листопада — Литвиненко Катерина Петрівна, українська акторка, Заслужена артистка України (1960).
- 1 грудня — Шенгелія Леван Олександрович, російський художник, кінорежисер.
- 11 грудня — Майла Нурмі, американська акторка.
- 15 грудня — Лебедєв Микола Сергійович, радянський і російський актор театру і кіно.
- 18 грудня — Нікулін Юрій Володимирович, російський артист цирку, кіноактор.
- 25 грудня — Соколовський Семен Григорович, радянський актор театру і кіно.
- 26 грудня — Тимофєєв Микола Дмитрович, радянський російський актор театру і кіно.
- 31 грудня — Козленко Микола Харитонович, український актор.